# Ceuașu de Câmpie (gmina)
Ceuașu de Câmpie – gmina w Rumunii, w okręgu Marusza. Obejmuje miejscowości Bozed, Câmpenița, Ceuașu de Câmpie, Culpiu, Herghelia, Porumbeni, Săbed i Voiniceni. W 2011 roku liczyła 5964 mieszkańców.